# 阿富汗:能源供应改进投资计划
阿富汗:能源供应改进投资计划的目的是从其他中亚国家输送电力至阿富汗，并将阿富汗国内十个独立电网整合互连。项目非官方名称为TUTAP，代表途径的国家（土库曼斯坦 - 乌兹别克斯坦 - 塔吉克斯坦 - 阿富汗 - 巴基斯坦）。亚洲开发银行于2015年12月15日批准了该项目。
项目改道萨朗山口，而不是原计划的巴米扬省，导致哈扎拉人认为侵害了他们的权益，为此举行抗议。2016年7月23日，此次抗议活动中遭受炸弹袭击，导致80人死亡，260人受伤。